# Aflao
Koordinaten: 6° 7′ N, 1° 12′ O

Grenzgebiet nach Togo in Aflao (2014)

Aflao ist eine Küstenstadt im Ketu South Municipal District der Volta Region im westafrikanischen Staat Ghana, an der Grenze zu Togo und dessen Hauptstadt Lomé am Golf von Guinea. Bei der letzten Volkszählung des Landes vom 26. September  2010 lebten 37.350 Einwohner in der Stadt. Sie ist damit die größte Stadt des Districts. Noch bei der Volkszählung des Jahres 1984 wurden 20.904 Einwohner aufgeführt. Und im Jahr 1970 lag die Bevölkerungszahl lediglich bei 1397 Einwohnern.

## Nachweise
1. ↑  Ghana Statistical Service,  2010 Population and Housing Census, Ketu South Municipal District, S. 75 (Memento vom 5. März 2016 im Internet Archive), abgerufen am 1. Februar 2018